# Kvarteret Svea artilleri

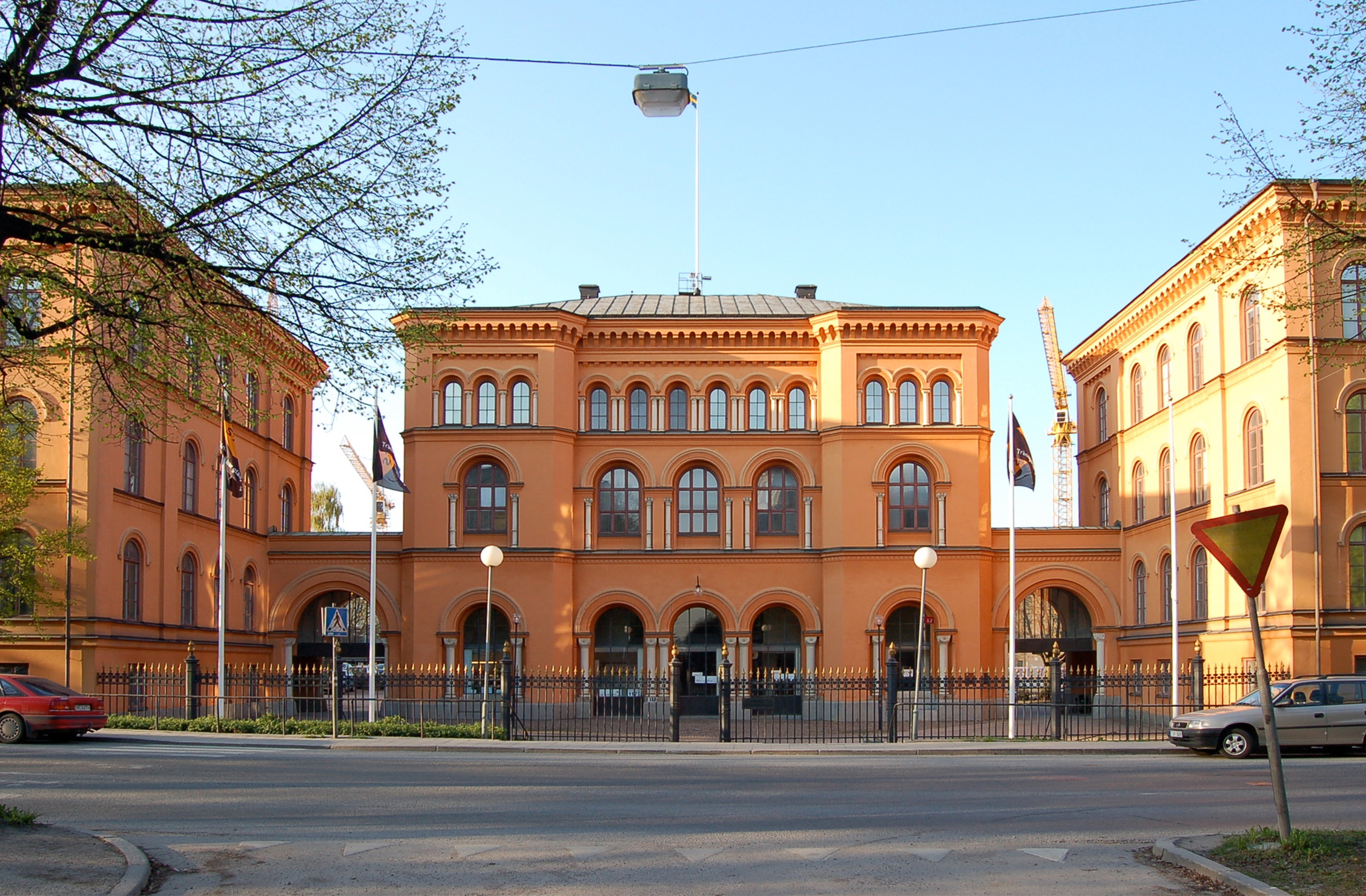
Artilleriets kaserner.

Svea Artilleri är ett kvarter i stadsdelen Östermalm i Stockholms innerstad. Kvarteret omges av Valhallavägen, Jungfrugatan, Carl Akrells gata, Löjtnantsgatan och Lidingövägen. I kvarteret finns idag bland annat Högkvarteret vid Försvarsmakten.

## Historik
De äldsta byggnaderna i kvarteret är ritade av ritades av Ernst Jacobsson och uppfördes som kasernetablissement till Svea artilleriregemente. Svea artilleriregemente började flytta in den 28 mars 1876 och den 21 augusti 1877 var inflyttningen helt klar och regementet hade därmed lämnat sin tidigare adress på Riddargatan 13. År 1905 gjordes vissa tillbyggnader på kasernområdet. Den 4 november 1946 påbörjades regementet ytterligare en flytt, nu till ett nyuppfört i kasernetablissement Rissne, flytten var helt färdig den 7 juli 1949. Därefter kom olika delar ur Försvarsmaktens utbildningsverksamhet fram till 2005 finnas och verka inom kasernetablissement. Under 2020-talet har kvarteret byggts om och utvecklats till att inrymma bostadshuset Svea torn, bostadsområdet Svea Fanfar, och Kungliga Musikhögskolan. Kvar av det ursprungliga kasernetablissement återstår kanslihuset flankerat med kasernerna.

## Militär verksamhet
| Förbandskod | Förbandsnamn                          | Aktivt    | Kommentar                                    |
| ----------- | ------------------------------------- | --------- | -------------------------------------------- |
| A 1         | Svea artilleriregemente               | 1876–1949 | Omlokaliserades 1949 till Rissne, Sundbyberg |
| AIOS        | Artilleri- och ingenjörofficersskolan | 1951–1964 | Omlokaliserades 1964 till Bagartorp, Solna.  |
| MHS         | Militärhögskolan                      | 1961–1997 |                                              |
| FHS         | Försvarshögskolan                     | 1997–2005 |                                              |
| HKV         | Högkvarteret                          | 2022–     | Delar av Högkvarteret.                       |